# Mormaço

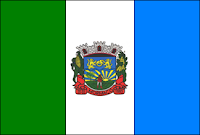
Bandera del municipio de Mormaço

Mormaço es un municipio brasileño del estado de Rio Grande do Sul.
Se encuentra ubicado a una latitud de 28° 41′ 32″ S y una longitud de 52° 41′ 32″ O, estando a una altitud de 410 metros sobre el nivel del mar. Su población estimada para el año 2004 era de 2.447 habitantes.
Ocupa una superficie de 146,34 km².
- Datos: Q1757400
- Multimedia: Mormaço / Q1757400